# 阿尔东 (卢瓦雷省)
阿尔东（法語：Ardon，法語發音：[aʁdɔ̃] ⓘ）是法国卢瓦雷省的一个市镇，属于奥尔良区。

## 地理
阿尔东（47°46'42"N, 1°52'26"E）面积53.65 平方千米，位于法国中央-卢瓦尔河谷大区卢瓦雷省，该省份为法国中北部省份，北起埃松省，西北接厄尔-卢瓦省，西南接卢瓦-谢尔省，南至涅夫勒省和谢尔省，东临约讷省，东北接塞纳-马恩省。
与阿尔东接壤的市镇（或旧市镇、城区）包括：圣欧班堡、茹伊勒波捷、梅济耶尔莱克莱里、奧利韋、奥尔良、圣西尔昂瓦勒。
阿尔东的时区为UTC+01:00、UTC+02:00（夏令时）。

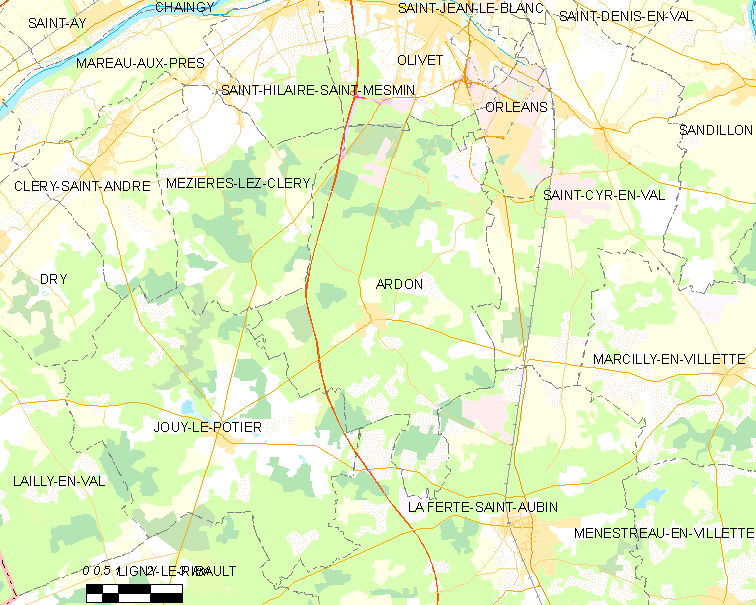
阿尔东的OSM定位图

## 行政
阿尔东的邮政编码为45160，INSEE市镇编码为45006。

## 政治
阿尔东所属的省级选区为圣欧班堡县。

## 人口

1962-2008年间阿尔东人口变化图示

阿尔东于2022年1月1日时的人口数量为1201人。